# Рижій льоновий
Рижій льоновий (Camelina alyssum) — вид рослин з родини капустяних (Brassicaceae), поширений у Європі.

## Опис
Дворічна рослина висотою 30–100 см. Рослина гола або з рідкими волосками, жовто-зелена, з тонким, трав'янистих, майже негіллястим стеблом. Листки в малій кількості. Пелюстки біло-жовтуваті, 5–6 мм завдовжки. Стручечки округлояйцеподібні, великі, 9–12 мм завдовжки і 5–7 мм завширшки, з тонкими, дуже опуклими стулками.

## Поширення
Поширений у Європі; натуралізований у азійській Росії, Новій Зеландії, Канаді, США, Аргентині, Чилі; регіонально вимер: Албанія; Австрія; Чехія; Фінляндія; Німеччина; Молдова; Угорщина, Словаччина.  =
В Україні вид зростає в посівах льону — в Поліссі та Лісостепу.

## Загрози
Загрожує зміна в сільськогосподарській практиці — нові методи майже знищили пов'язану з цією рослиною флору бур'янів (наприклад, Cuscuta epilinum, Lolium remotum та Silene linicola). Застосування пестицидів та гербіцидів та зміни у використанні земель призвели до вимирання в Середній Європі. Насіння має схожу форму з насінням льону, і вид розповсюджувався при посіві льону, але зміни способів очищення насіння тепер зупиняють розповсюдження насіння C. alyssum.